# Chionaema retracta
Chionaema retracta là một loài bướm đêm thuộc phân họ Arctiinae, họ Erebidae.